# 丁甲·多吉坚赞
丁甲·多吉坚赞（藏語：སྡིང་བྱ་རྡོ་རྗེ་རྒྱལ་མཚན，威利转写：sding-bya rdo-rje rgyal-mtshan），藏族，籍贯不详，西藏噶厦官员、西藏自治区筹备委员会委员。

## 生平

### 早年生涯
1915年12月，十三世达赖派桑颇·班丹曲旺、丁甲·多吉坚赞、吉普·索朗旺杰、罗杰囊巴·索朗多吉等人及部分普通藏兵到印度果札、西罗两地学习火炮、机枪的射击及拆装等技术。

### 赴美代表团的流产
1949年12月3日。美国国务院收到了西藏噶厦方面的第二次求援，来电称，为“抵抗即将到来的中共侵略”，西藏急需获得联合国大会成员国席位，望美国支持，西藏将派出一个代表团赴美国办理该事宜。同年12月22日，西藏噶厦方面第三次求援，在致美国总统及美国国务卿的信中称，将派由堪穷土登桑杰、四品官丁甲·多吉坚赞所率的特别代表团到美国求援，西藏还将“另派一使团到中国以便向中共当局解释并表明独立。” 但鉴于印度、英国均认为援助西藏无益，美国也拒绝了对西藏进行援助。西藏噶厦遂在12月27日下令终止代表团赴美国的准备工作。
此后，西藏噶厦准备向美国、英国、印度、尼泊尔等国派出“亲善使团”以寻求各国支持其独立的消息，由美国合众社于1950年1月14日从伦敦发出，报道的译文为：“西藏摄政呼图克图致合众社电：我们的国民会议已经全体通过，同意分别派遣亲善使团至下列各国，并另派一使团到中国，以便向中共当局解释并表明独立。”据曾任西藏噶厦仲译（秘书长）的土丹旦达撰文回忆，“亲善使团”中，“堪穷土登桑杰、四品官丁甲·多吉坚赞为赴美、印代表，札萨宇妥·札西顿珠、堪布土登钦绕为赴英代表，台吉次松平康、堪穷罗桑旺杰为赴尼代表。各代表均携带有逹赖喇嘛和摄政大札印鉴的书信。”此种书信的内容大致相同，其中西藏噶厦在致美国总统杜鲁门的信中称：“近来中国共产党称西藏是中国的一部分，并且已经占领了新疆、西宁以及西康等地。在此万分危急的时刻，我们派出堪穷土登桑杰、定甲·多吉坚赞前往贵国，请求得到贵国政府的援助。”
得到该消息之后，1950年1月20日，中华人民共和国中央人民政府外交部发言人向新华社记者发表谈话，指出西藏政府“没有权利擅自派出任何‘使团’，更没有权利去表明它的所谓‘独立’。”该发言人指出，该种使团“违反西藏人民的意志”、“接受帝国主义侵略者的命令”，本质是“分裂和背叛祖国”，并称中央人民政府对此“不能容忍”，认为“任何接待这种非法‘使团’的国家”，均是对中华人民共和国“怀抱敌意”。同时，该发言人指出，如果在“西藏人民的要求是成为中华人民共和国民主大家庭的一员，是在我们中央人民政府统一领导下实行适当的区域自治”这一原则下，西藏地方政府派出代表赴北京谈判西藏和平解放问题，则“这样的代表自将受到接待。”此次谈话标志着中央人民政府正式对外宣布了争取西藏和平解放的方针。

### 西藏和平解放之后
1952年8月21日，西藏致敬团自拉萨启程赴北京。该团是西藏和平解放后到北京的首个致敬团。团长为柳霞·土登塔巴（西藏地方政府官员），副团长丹巴日杰（班禅堪布会议厅官员），丁甲·多吉坚赞（西藏地方政府官员）。致敬团共有十二人，经印度、香港赴北京。

### 劝阻假班禅出国
1937年九世班禅在青海圆寂后，有三个方面开展了寻访其转世灵童的活动。班禅堪布会议厅在青海开展寻访；西藏噶厦在西康、功德林拉章（功德林活佛的家庙）在西藏也进行了寻访工作。后两方面均想在其势力范围内寻找到一位转世灵童立为班禅，以排斥随九世班禅流落青海的班禅堪布会议厅方面的势力，进而控制后藏（即日喀则地区）。后来，三方面各找到一名转世灵童。1949年，经中华民国中央政府批准，正式确定班禅堪布会议厅在青海找到的官保慈丹为十世班禅，即班禅额尔德尼·确吉坚赞。西藏噶厦在四川理塘（属于康区）找到的灵童未能被立为班禅，噶厦乃将其安置在日喀则扎什伦布寺的甲“康村”（“康村”为寺院中按照地域分成的僧团组织），立为“列当活佛”。功德林拉章在西藏八宿县找到的灵童，后来被安置在哲蚌寺，立为“措钦活佛”（后来赴印度）。 
1953年到1955年，西藏内外的藏独势力中，有关扎什伦布寺的“列当活佛”才是真班禅的说法很盛。他们策划将列当活佛变成真班禅，将班禅额尔德尼·确吉坚赞变为假班禅。中共日喀则分工委社会部等等部门对此十分关注。1954年下半年，为执行中华人民共和国政府同印度政府签订的《中国西藏地方和印度之间通商贸易协定》及《中印换文》，中共西藏工委决定在西藏外事处（对外称中央人民政府驻西藏代表外事帮办办公室）下，再分别组建亚东、江孜、阿里三个外事分处。1954年10月1日，亚东外事分处正式成立，傅生任处长，丁甲·多吉坚赞（西藏噶厦的台吉，为三品官）任副处长。亚东各单位统一由中共亚东边防党委领导，王运祥任中共亚东边防党委书记。 
1955年10月，中共亚东边防党委接到中共西藏工委向西藏各边境口岸、关卡转发的中共日喀则分工委社会部的情况报告。报告称，假班禅（即“列当活佛”）近日突然在扎什伦布寺失踪，行踪不明。据判断，可能是在分裂主义分子的策划下逃往国外，立为班禅，然后借以攻击十世班禅是“汉人立的假灵童”等。若假班禅出国，分裂主义分子的阴谋将成功，十世班禅在西藏人民中的威望将受到损害，达赖和班禅之间的关系也会受影响。中共西藏工委在电报中通报了假班禅的面貌特征，要求西藏各边防党委查截假班禅，发现后应当通过恰当的方式坚决劝阻其出国，并立即上报中共西藏工委。中共亚东边防党委接到电报后，随即通知了亚东外事分处。
两周后，假班禅（即“列当活佛”）为首，在一个络腮胡子中年人、一个青年的陪伴下来到亚东外事分处，企图冒充赴印度噶伦堡的商人骗取亚东外事分处颁发证件，从而经亚东出国。亚东外事分处人员发现可疑情况后，报告了中共亚东边防党委书记王运祥，王运祥请丁甲·多吉坚赞副处长同为首的年轻人（即“列当活佛”）谈话。丁甲·多吉坚赞等人劝阻了假班禅（即“列当活佛”）出国。随后，中共亚东边防党委报告了中共西藏工委，中共西藏工委令中共江孜分工委社会部派人将假班禅一行三人接回了日喀则。事后经过了解，那位络腮胡子的中年人是专程从国外到西藏接假班禅出国的人。 

### 1959年骚乱之后
1959年拉萨骚乱后，1959年4月8日，丁甲·多吉坚赞被任命为西藏自治区筹备委员会委员。